# Long Valley Ranger Station
 (juillet 2020).
La Long Valley Ranger Station est une station de rangers américaine dans le comté de Riverside, en Californie. Située à 2 565 m d'altitude dans les monts San Jacinto, elle est protégée au sein du parc d'État de Mount San Jacinto, de la forêt nationale de San Bernardino et du Santa Rosa and San Jacinto Mountains National Monument. Ce bâtiment construit en 1964 dans un style dérivant du style rustique du National Park Service est une propriété contributrice au district historique dit « Mount San Jacinto State Park Historic District » depuis sa création le 25 juin 2013.